# Out Hud
Gli Out Hud erano un progetto musicale statunitense nato nel 1996 e scioltasi nel 2005, formato dal cantante, dal bassista e dal mixer dei !!!, Nic Offer, Tyler Pope e Justin Van Der Volgen, dalla cantante Molly Schinck, dalla batterista Phyllis Forbes. Il gruppo aveva sonorità molto simili alla dance punk, ma praticava l'indie rock in maniera più sperimentale e fondendolo con l'elettronica, ricorrendo ad una strumentazione quasi totalmente composta da sintetizzatori. 
Gli Out Hud hanno tenuto il loro ultimo concerto a New York nel 2005 e hanno affermato il loro scioglimento successivamente. Intanto, gli altri componenti che non appartengono ad alcun gruppo, si sono dedicato a svariati progetti musicali con altri artisti del loro stesso genere.

## Discografia
- 2002 - S.T.R.E.E.T. D.A.D.
- 2005 - Let Us Never Speak of It Again

### EP e Singoli
- 1997 - "Guilty Party"
- 1997 - "Natural Selection"
- 1999 - GSL26/LAB SERIES VOL. 2 EP
- 2000 - "The First Single of the New Millennium"
- 2005 - "One Life to Leave"
- 2005 - "It's for You"